# João da Nova
João da Nova (Maceda, ca. 1460 — Cochim, 1509) foi um explorador galego, a serviço de Manuel I de Portugal. Deu o seu nome a uma pequena ilha no Canal de Moçambique, a ilha de João da Nova, hoje administrada pela França e dependente de Reunião. Foi alcaide de Lisboa, faleceu em 1509, em Cochim, valendo-lhe os méritos e a coragem, apesar da fogosidade excessiva, reconhecimento inquestionável.
João de Nóvoa provinha da casa da família Nóvoa de Maceda, família nobre que teve as suas origens na vila ourensana de Riba d'Ávia. A data de nascimento, 1450, é uma estimativa, dependendo da idade de alguns historiadores. Por volta de 1480 fugiu para o vizinho reino de Portugal após a Grande revolta irmandinha.

## Terceira armada portuguesa à Índia
Em 1501, o rei atribuiu-lhe o comando da terceira armada à Índia, composta por três naus e uma caravela. Financiada pelo banqueiro florentino Bartolomeu Marchionni – que vivia em Lisboa e já havia financiado a viagem de Pedro Álvares Cabral – a armada zarpou no dia 10 de março de 1501, um ano e um dia após a partida de Cabral, que nesse momento já havia iniciado a viagem de volta – mas isso D. Manuel ainda não sabia. João da Nova havia recebido instruções explícitas do Rei para fazer pouso no Brasil, seguindo o conselho de Gaspar de Lemos, cuja caravela havia retornado a Lisboa em junho de 1500, trazendo notícias do Brasil.
Em abril de 1501, enquanto Cabral dobrava o Cabo da Boa Esperança, voltando do Oceano Índico, João da Nova avistava o cabo de Santo Agostinho, em Pernambuco – provavelmente o quarto navegador europeu a chegar ao nordeste brasileiro em um período de pouco mais de um ano, depois de Vicente Pinzón, Diego de Lepe e Cabral. No entanto, nada se sabe sobre a sua permanência no Brasil, que deve ter sido muito breve – apenas o necessário para limpar os cascos e encontrar água fresca. Tanto que depois a escala brasileira não foi julgada "conveniente e necessária para a navegação da Índia".
Um dos navios, de um mercador de Florença, seguia na sequência da sugestão feita pelo Rei a mercadores para comerciarem com aquelas terras. Esta frota, a caminho da Índia, descobriu, a 13 de Maio de 1501, na latitude de 8º S, uma ilha que denominou como Ilha da Conceição, atual Ilha de Ascensão.
Na costa da Índia, este fidalgo arrasou a frota do samorim de Calecute, que pretendia barrar a sua passagem, nessa batalha foi utilizada pela primeira vez a formação naval em coluna de um modo sistemático e consciente, táctica que duraria até à Segunda Guerra Mundial e fundou uma nova feitoria portuguesa, em Cananor. Voltou ao Reino e, em 1505, empreendeu uma nova viagem à Índia, na companhia de Francisco de Almeida. Retornou no entanto a Portugal, uma vez que o Vice-Rei não lhe reconheceu o posto de Capitão-mor.

## Outras viagens
Em 1506 capitaneou a nau Flor de la mar, integrante da esquadra de Tristão da Cunha, que rumava a Socotorá. Nesta viagem, Afonso de Albuquerque, que comandava seis naus da esquadra, teve de prender João da Nova, porque pretendia rumar à Índia, contrariamente aos desejos de Albuquerque, que queria ir à Arábia para recolher mantimentos que lhe permitissem conquistar Ormuz. Foi no entanto perdoado, devido à valentia demonstrada no ataque a Mascate (Omã).
Em 1509 encontrava-se na primeira linha quando da Batalha de Diu.